# 印度資訊科技

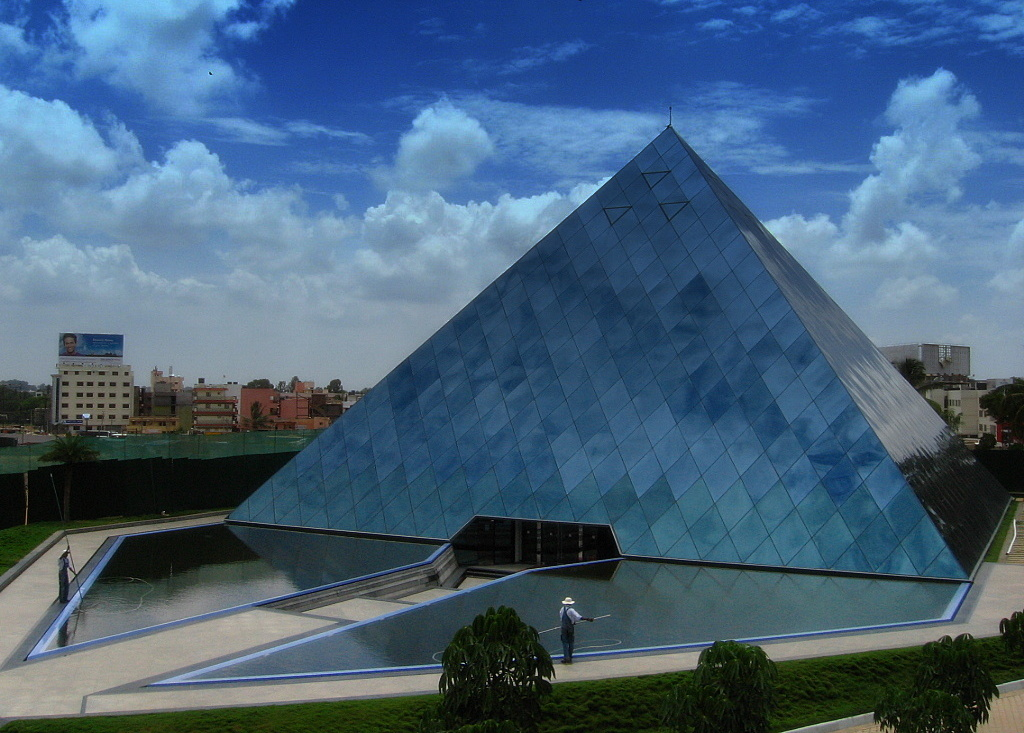
位於印度班加罗尔的印孚瑟斯总部。印度最大的資訊科技服务公司之一

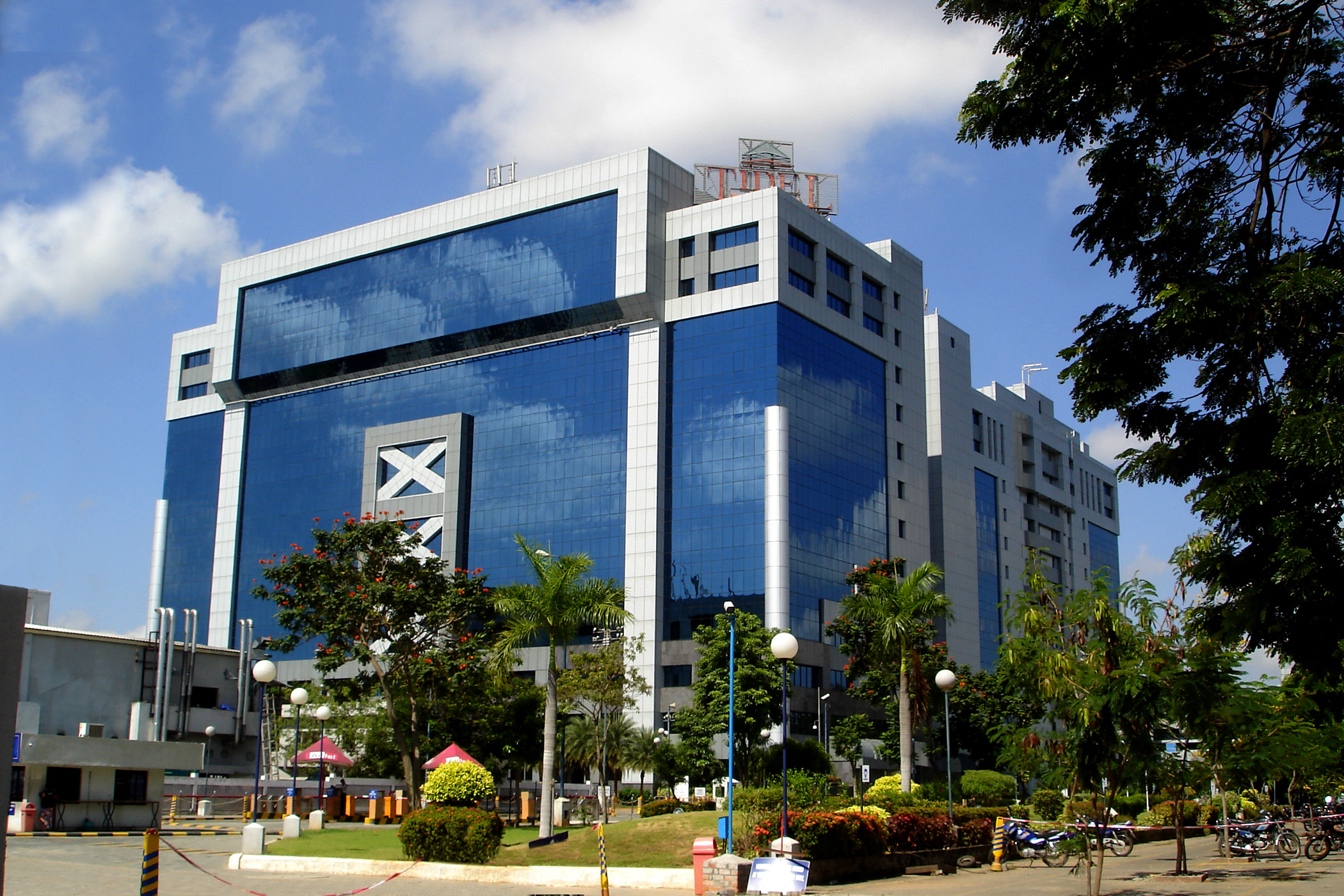
泰德創新育成中心，於2000年時是亞洲當時最大的資訊科技園區

印度資訊科技主要由兩大部分组成：資訊科技服務管理和商業流程委外（BPO）。該行業將印度國內生產總值從1998年的1.2％提升到2017年的7.7％。根據NASSCOM數據，行業2017年總收入為1,600億美元，出口收入為990億美元，國內收入為480億美元，增長超過13％。印度資訊科技服務出口有三分之二为美國。

## 歷史
1967年，印度最早的資訊科技服務業在孟買誕生，當時塔塔集團與美國集團寶來公司合作。第一個軟件出口區域SEEPZ（現代資訊科技園區的前身）於1973年在孟買成立。在1980年代的印度，有80％以上的軟件出口來自於SEEPZ。
1991年，印度經濟經歷了重大的改革，開創了全球化和國際經濟一體的新時代。1993至2002年間，經濟每年增長率超過6％。阿塔爾·比哈里·瓦杰帕伊（1998到2004年間擔任總理）領導下的新政府將資訊科技的發展列為其五大優先事項，並成立了印度國家信息技術和軟件開發工作組。
根據Wolcott & Goodman於2003年的報告，指出印度國家信息技術和軟件開發工作組的作用：
由甚小孔徑終端可見印度放寬電信監管 。Desai於2006年描述了印度在1991年放寬電信監管所採取的步驟:
1991年，塔塔通訊（VSNL）推出Gateway電子郵件服務，在1992年推出64 kbit/s租用線路服務，且於同年推出可見規模的商用互聯網接入。選舉結果通過國家信息中心的NICNET顯示。
“新電信政策，1999”（NTP 1999）進一步幫助印度開放了其電信部門。2000年“信息技術法”為印度電子交易和電子商務制定了法律程序。
2001年11月23日，歐盟 - 印度聯合學者小組正式成立，以進一步促進科技研究與開發。次年6月25日，印度和歐盟在科學和技術領域上開展雙邊合作。印度在歐洲核子研究中心擁有觀察員地位，而印度 - 歐盟聯合軟件教育和發展中心將設在班加羅爾。

## 當今形勢
在现今經濟中，印度是最大的科技出口國。出口占印度科技行業的總收入的79％。然而，國內市場也很重要，收入增長強勁。該行業在印度出口總額中佔的份額（商品加服務）從1998財政年度的不到4％增加到2012財政年度的約25％。根據Sharma（2006）的數據，截至2006年，印度資訊科技业佔該國GDP的40％，出口收入的30％，而員工人數僅佔25％。據高德納諮詢公司稱，“印度五大IT服務提供商”是塔塔諮詢服務公司，印孚瑟斯，高知特，維布絡和HCL技術公司。

## 主要資訊科技中心

### 班加羅爾
班加羅爾被稱為印度矽谷。市中值得注意的科技園區是電子城一期和二期，班加羅爾國際科技園、高科技園區、Embassy GolfLinks Business Park、Manyata Embassy Business Park、Global Village Tech Park和Embassy TechVillage。

### 昌迪加爾
昌迪加爾也是不斷發展的國際資訊科技服務和外包出口城市之一。Rajiv Gandhi Chandigarh Technology Park（RGCTP）和Phase 8b Mohali是該市著名的科技園。下一個即將興建的科技園將成為世界貿易中心 。

### 海德拉巴
海德拉巴（亦作海德拉巴科技城）是全球主要的信息技術中心，也是印度最大的生物資訊科學中心。海德拉巴已經成為印度第二大軟件出口市場。著名的科技和製藥園區是海德拉巴科技城, Genome Valley和海德拉巴製藥城。

### 浦那
浦那是印度和國際領先的資訊科技服務和外包出口商之一。印度下一個最大的資訊科技園區（在新加瓦第的拉吉夫甘地科技園）將擴展至第七期。

### 清奈
清奈擁有良好的資訊科技基礎設施，擁有專門的高速公路IT高速公路。

### 其他
除上述城市外，印度還有許多資訊科技園區，包括加爾各答、古吉拉特邦、孟買、新孟買、德里等。

## 創造就業
由於雲端運算，社交媒體的擴散，巨量資料，分析都令服務和經濟行业的不利發展，IT服務已可明顯看見基本的結構變化，印度資訊科技行業的許多領先公司的財務業績人數都在下降。

### 延伸閱讀
- Sharma, Dinesh C. . MIT Press. 2015: 274  [2019-03-02]. ISBN 9780262028752. （原始内容存档于2020-10-21）.
- Parayil, G. . Springer. 2016: 242. ISBN 9780230595613.
- Vittal, N.; Mahalingam, S. . Manas Publications. 2001: 416. ISBN 9788170491194.
- Franda, Marcus F. . Rowman & Littlefield. 2002: 251. ISBN 9780742519466.
- Ezer, Jonathan. . LAP Lambert Academic Publishing. 2010: 268. ISBN 9783838372792.